# Église Saint-Symphorien de Versailles
Pour les articles homonymes, voir Saint-Symphorien.
L'église Saint-Symphorien est une église paroissiale située à Versailles, dans le département des Yvelines, en France. Elle est consacrée à saint Symphorien et dépend du diocèse de Versailles.

## Localisation
L'église se trouve sur une place à l'extrémité du boulevard de Lesseps, et à l'intersection des rues Saint-Charles, de Montreuil et d'Artois. Le parvis de l'église donne sur une place du même nom que l'église, la place Saint-Symphorien.

## Historique
L'architecte Louis-François Trouard conçoit ses plans, la construction se déroulant entre 1764 et 1770.

L'église est inscrite au titre des monuments historiques par arrêté du 8 décembre 1953 en totalité.
C'est en cette église que se maria le pauvre Jacques Bosson et sa promise suisse Marie-Françoise en 1789.

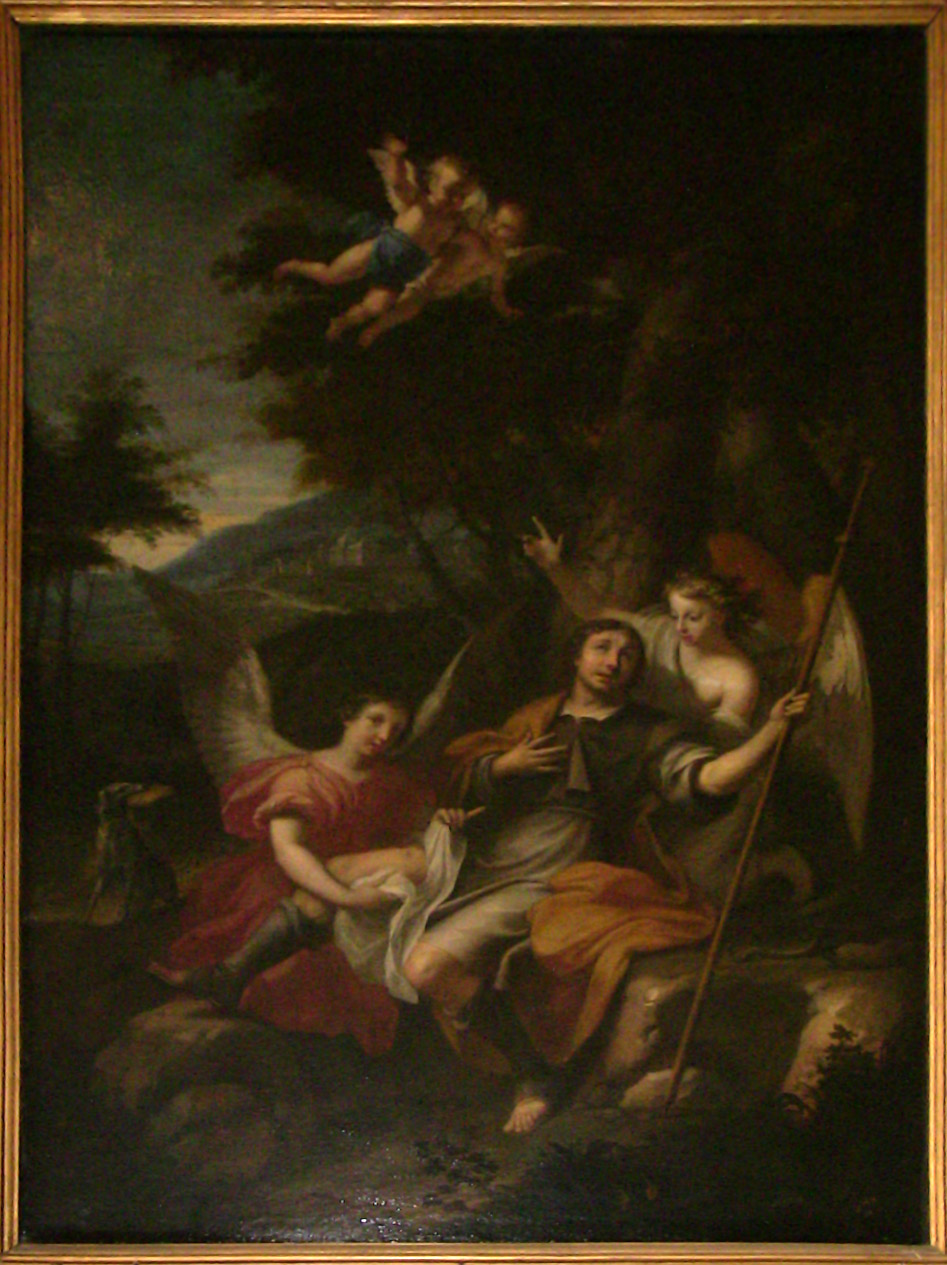
Saint Roch de Daniel Hallé, dans l'église